# گالش‌کلا (سوادکوه)
گالش کلا، روستایی است از توابع بخش شیرگاه شهرستان سوادکوه در استان مازندران ایران.

## جمعیت
این روستا در دهستان لفور قرار دارد و براساس سرشماری مرکز آمار ایران در سال ۱۳۸۵، جمعیت آن ۳۴۶ نفر (۱۲۴خانوار) بوده‌است. بر اساس آخرین سرشماری مرکز آمار ایران در سال 1395 ، جمعیت این روستا برابر 334 نفر (135خانوار) می باشد.